# Ана Здравковић
Ана Здравковић је српска позоришна глумица и редитељка.

## Лични живот
На академији уметности у Новом Саду дипломирала је глуму и мултимедијалне режије, у класи Боре Драшковића. Стални члан драмског ансамбла Позоришта на Теразијама је од 1999. године. Режирала је више представа за београдска позоришта, као и документарна филма. Аутор је четири драмске представе за децу, од којих су се сценски реализовале.

## Представе
| Представа              | Улога        |  |
| ---------------------- | ------------ |  |
| Висока школа фолираже  |              |  |
| Др                     |              |  |
| Хотелу Слободан промет |              |  |
| Бриљантин              |              |  |
| Поп Ћира и поп Спира   | Јула         |  |
| Хероји                 |              |  |
| Цигани лете у небо     | Суђаје       |  |
| Ла страда              | Часна сестра |  |
| Зона Замфирова         | Гена         |  |
| Мистер Долар           | Маришка      |  |

## Награде
Године 2004. добила је награду Статуета Ћуран за улогу Јуле, у Поп Ћира и поп Спира. Исте године, за исту улогу, примила је и годишњу награду позоришта на Теразијама.